# Mac mini
De Mac mini, ofwel Macintosh mini, is een desktop-computer van fabrikant Apple die sinds 2005 op de markt is.

## Ontwerp
De Mac mini onderscheidt zich van gangbare computers door haar gestroomlijnde en overzichtelijke ontwerp. Wat vooral opvalt is dat de computer bijzonder klein is, energiezuinig en zeer geruisloos werkt. Door het compacte ontwerp is de computer echter moeilijk intern uit te breiden.
Vanaf de derde generatie die verscheen in 2010 is de behuizing gemaakt van geanodiseerd aluminium, de afmetingen zijn 19,7 × 19,7 × 3,6 cm en de computer weegt 1,37 kg. De Mac mini wordt standaard geleverd met MacOS, het besturingssysteem van Apple voor zijn desktops en laptops.
Men zou kunnen stellen dat de Mac mini ontwikkeld is voor twee doeleinden:
- Ter overbrugging van tevreden iPod- en iTunes-gebruikers naar het Apple Macintosh-computerplatform.
- Als goedkopere Macintosh om het computerplatform toegankelijker te maken voor consumenten.

Een opvallend kenmerk is dat de computer geleverd wordt zonder beeldscherm, toetsenbord en muis, onderdelen die door andere fabrikanten meestal wel worden meegeleverd. In de promotie van de Mac mini richtte Apple zich vooral als instapmodel op de zogenoemde switcher - een computergebruiker die overstapt van het Windows- naar het Macintosh-platform. Met de introductie van de Mac mini, uitte Apple dit met de slagzin: BYODKM, wat staat voor "Bring Your Own Display, Keyboard and Mouse". Derhalve verwacht Apple dat veel potentiële kopers deze randapparatuur reeds in hun bezit hebben. Een andere reden is dat Apple deze randapparatuur niet meelevert om de prijs te drukken. Met de komst van de vierde generatie Mac mini in 2018 richt Apple zich meer op de professionele gebruiker. De desktopcomputer heeft krachtige processors gekregen (met meerdere kernen), en het werkgeheugen, dat niet langer is vastgesoldeerd, kan worden uitgebreid tot 64 GB.
Vanaf de vijfde generatie in 2020 werd de Mac mini uitgerust met Apples eigen ontworpen processor, de M1-chip. Deze chip bevat 16 miljard transistors en bleek in testen drie keer sneller te zijn met een kwart van het energieverbruik dan Intel-chips.
In november 2024 verscheen een nieuw ontworpen model van de Mac mini met een M4-processor. Apple wist de computer nog kleiner te maken, die 12,7 cm bij 12,7 cm meet.

## Eerste generatie (2005)
De Mac mini werd geïntroduceerd tijdens de Macworld Expo op 11 januari 2005. Er verschenen twee modellen die maar weinig van elkaar verschilden, beiden uitgerust met Mac OS X 10.3 Panther en iLife '05. De modellen onderscheidden zich van elkaar door de kloksnelheid van de PowerPC G4-processor en de grootte van de harde schijf, wat zich uitdrukte in prijsverschil. Midden 2005 kreeg de Mac mini de eerste officiële update in de vorm van een verdubbeld standaard werkgeheugen en de komst van een SuperDrive in het duurdere model. Daarnaast werden beide modellen voorzien van het nieuwe Mac OS X 10.4 Tiger en iLife '06. In het najaar werden beide modellen opnieuw herzien. Hoewel de computer snellere processors kreeg, werd uitgerust met bluetooth 3.0 en het duurdere model zelfs een verdubbeld VRAM, maakte Apple de update niet wereldkundig. De modellen werden zelfs geleverd met de oude specificaties nog op de verpakking.
| Overzicht technische specificaties Mac mini van de eerste generatie | Overzicht technische specificaties Mac mini van de eerste generatie                                                 | Overzicht technische specificaties Mac mini van de eerste generatie                                                 | Overzicht technische specificaties Mac mini van de eerste generatie                                                 | Overzicht technische specificaties Mac mini van de eerste generatie                                                 | Overzicht technische specificaties Mac mini van de eerste generatie                                                 | Overzicht technische specificaties Mac mini van de eerste generatie                                                                     | Overzicht technische specificaties Mac mini van de eerste generatie                                                                     |
|                                                                     | Technische specificaties Mac mini Revisie A                                                                         | Technische specificaties Mac mini Revisie A                                                                         | Technische specificaties Mac mini Revisie B                                                                         | Technische specificaties Mac mini Revisie B                                                                         | Technische specificaties Mac mini Revisie B                                                                         | Technische specificaties Mac mini Revisie C                                                                                             | Technische specificaties Mac mini Revisie C                                                                                             |
| Mac mini                                                            | Mac mini | Mac mini | Mac mini | Mac mini | Mac mini | Mac mini | |
| ------------------------------------------------------------------- | --- | --- | --- | --- | --- | --- | --- |
| Introductie                                                         | 11 januari 2005 (was leverbaar vanaf 29 januari 2005)                                                               | 11 januari 2005 (was leverbaar vanaf 29 januari 2005)                                                               | 26 juli 2005 | 26 juli 2005 | 26 juli 2005 | Werd leverbaar vanaf 27 september 2005, maar is nooit officieel door Apple geïntroduceerd.                                              | Werd leverbaar vanaf 27 september 2005, maar is nooit officieel door Apple geïntroduceerd.                                              |
| Model                                                               | M9686LL/A | M9687LL/A | M9686LL/B | M9687LL/B | M9971LL/B | M9686LL/B | M9687LL/B |
| Modelaanduiding                                                     | PowerMac10,2 | PowerMac10,2 | PowerMac10,2 | PowerMac10,2 | PowerMac10,2 | PowerMac10,2 | PowerMac10,2 |
| Processor                                                           | 1,25 GHz-PowerPC 7447a (G4)                                                                                         | 1,42 GHz-PowerPC 7447a (G4)                                                                                         | 1,25 GHz-PowerPC 7447a (G4)                                                                                         | 1,42 GHz-PowerPC 7447a (G4)                                                                                         | 1,42 GHz-PowerPC 7447a (G4)                                                                                         | 1,33 GHz-PowerPC 7447a (G4) | 1,5 GHz-PowerPC 7447a (G4) |
| Systeembus                                                          | 167 MHz | 167 MHz | 167 MHz | 167 MHz | 167 MHz | 167 MHz | 167 MHz |
| Werkgeheugen                                                        | 256 MB (333 MHz) PC2700 DDR SDRAM (standaard), maximaal werkgeheugen is 1 GB                                        | 256 MB (333 MHz) PC2700 DDR SDRAM (standaard), maximaal werkgeheugen is 1 GB                                        | 512 MB (333 MHz) PC2700 DDR SDRAM (standaard), maximaal werkgeheugen is 1 GB                                        | 512 MB (333 MHz) PC2700 DDR SDRAM (standaard), maximaal werkgeheugen is 1 GB                                        | 512 MB (333 MHz) PC2700 DDR SDRAM (standaard), maximaal werkgeheugen is 1 GB                                        | 512 MB (333 MHz) PC2700 DDR SDRAM (standaard), maximaal werkgeheugen is 1 GB                                                            | 512 MB (333 MHz) PC2700 DDR SDRAM (standaard), maximaal werkgeheugen is 1 GB                                                            |
| Videokaart                                                          | ATI Radeon 9200 met 32 MB DDR SDRAM (met AGP 4X-ondersteuning)                                                      | ATI Radeon 9200 met 32 MB DDR SDRAM (met AGP 4X-ondersteuning)                                                      | ATI Radeon 9200 met 32 MB DDR SDRAM (met AGP 4X-ondersteuning)                                                      | ATI Radeon 9200 met 32 MB DDR SDRAM (met AGP 4X-ondersteuning)                                                      | ATI Radeon 9200 met 32 MB DDR SDRAM (met AGP 4X-ondersteuning)                                                      | ATI Radeon 9200 met 32 MB DDR SDRAM (met AGP 4X-ondersteuning)                                                                          | ATI Radeon 9200 met 64 MB DDR SDRAM (met AGP 4X-ondersteuning)                                                                          |
| Harde schijf                                                        | 40 GB Ultra ATA (4200 rpm)                                                                                          | 80 GB Ultra ATA (4200 rpm)                                                                                          | 40 GB Ultra ATA (4200 rpm)                                                                                          | 80 GB Ultra ATA (4200 rpm)                                                                                          | 80 GB Ultra ATA (4200 rpm)                                                                                          | 40 GB Ultra ATA (5400 rpm) | 80 GB Ultra ATA (5400 rpm) |
| Optische schijf                                                     | 8x Combo Drive (dvd-rom/cd-rw) (optioneel was een 4x SuperDrive (dvd±rw/cd-rw))                                     | 8x Combo Drive (dvd-rom/cd-rw) (optioneel was een 4x SuperDrive (dvd±rw/cd-rw))                                     | 8x Combo Drive (dvd-rom/cd-rw) (optioneel was een 4x SuperDrive (dvd±rw/cd-rw))                                     | 8x Combo Drive (dvd-rom/cd-rw) (optioneel was een 4x SuperDrive (dvd±rw/cd-rw))                                     | 4x SuperDrive (dvd±rw/cd-rw)                                                                                        | 8x Combo Drive (dvd-rom/cd-rw) | 4x SuperDrive (dvd±rw/cd-rw) |
| Netwerkvoorzieningen                                                | 10/100Base-T ethernet, AirPort Extreme-kaart compatibel met de 802.11b/g-netwerknormen en bluetooth 1.1 (optioneel) | 10/100Base-T ethernet, AirPort Extreme-kaart compatibel met de 802.11b/g-netwerknormen en bluetooth 1.1 (optioneel) | 10/100Base-T ethernet, AirPort Extreme-kaart compatibel met de 802.11b/g-netwerknormen en bluetooth 1.1 (optioneel) | 10/100Base-T ethernet, AirPort Extreme-kaart compatibel met de 802.11b/g-netwerknormen en bluetooth 1.1 (optioneel) | 10/100Base-T ethernet, AirPort Extreme-kaart compatibel met de 802.11b/g-netwerknormen en bluetooth 1.1 (optioneel) | 10/100Base-T (Gigabit)-ethernet, AirPort Extreme-kaart compatibel met de 802.11b/g-netwerknormen en met bluetooth 2.0 + EDR (optioneel) | 10/100Base-T (Gigabit)-ethernet, AirPort Extreme-kaart compatibel met de 802.11b/g-netwerknormen en met bluetooth 2.0 + EDR (optioneel) |
| Aansluitingen                                                       | Twee USB 2.0-poorten, één Firewire 400-poort, één analoge 3,5mm-geluidsuitgang, één ingebouwde speaker              | Twee USB 2.0-poorten, één Firewire 400-poort, één analoge 3,5mm-geluidsuitgang, één ingebouwde speaker              | Twee USB 2.0-poorten, één Firewire 400-poort, één analoge 3,5mm-geluidsuitgang, één ingebouwde speaker              | Twee USB 2.0-poorten, één Firewire 400-poort, één analoge 3,5mm-geluidsuitgang, één ingebouwde speaker              | Twee USB 2.0-poorten, één Firewire 400-poort, één analoge 3,5mm-geluidsuitgang, één ingebouwde speaker              | Twee USB 2.0-poorten, één Firewire 400-poort, één analoge 3,5mm-geluidsuitgang, één ingebouwde speaker                                  | Twee USB 2.0-poorten, één Firewire 400-poort, één analoge 3,5mm-geluidsuitgang, één ingebouwde speaker                                  |
| Afmetingen (Lengte × Breedte × Hoogte)                              | 16,41 × 16,41 × 5,08 cm                                                                                             | 16,41 × 16,41 × 5,08 cm                                                                                             | 16,41 × 16,41 × 5,08 cm                                                                                             | 16,41 × 16,41 × 5,08 cm                                                                                             | 16,41 × 16,41 × 5,08 cm                                                                                             | 16,41 × 16,41 × 5,08 cm | 16,41 × 16,41 × 5,08 cm |
| Gewicht                                                             | 1,32 kg | 1,32 kg | 1,32 kg | 1,32 kg | 1,32 kg | 1,32 kg | 1,32 kg |
| Meegeleverd besturingssysteem                                       | Mac OS 10.3 Panther (versies 10.3.7-10.3.9)                                                                         | Mac OS 10.3 Panther (versies 10.3.7-10.3.9)                                                                         | Mac OS X 10.4 Tiger (versies 10.4-10.4.2)                                                                           | Mac OS X 10.4 Tiger (versies 10.4-10.4.2)                                                                           | Mac OS X 10.4 Tiger (versies 10.4-10.4.2)                                                                           | Mac OS X 10.4 "Tiger" (versies 10.4.2-10.4.5)                                                                                           | Mac OS X 10.4 "Tiger" (versies 10.4.2-10.4.5)                                                                                           |
| Maximaal besturingssysteem                                          | Mac OS 10.5 Leopard                                                                                                 | Mac OS 10.5 Leopard                                                                                                 | Mac OS 10.5 Leopard                                                                                                 | Mac OS 10.5 Leopard                                                                                                 | Mac OS 10.5 Leopard                                                                                                 | Mac OS 10.5 Leopard | Mac OS 10.5 Leopard |
| Prijzen Nederland                                                   | € 499 | € 599 | € 529 | € 629 | € 739 | € 529 | € 739 |
| Prijzen België                                                      | € 519 | € 619 | € 539 | € 639 | € 749 | € 539 | € 749 |

## Polycarbonaat (2006-2009)

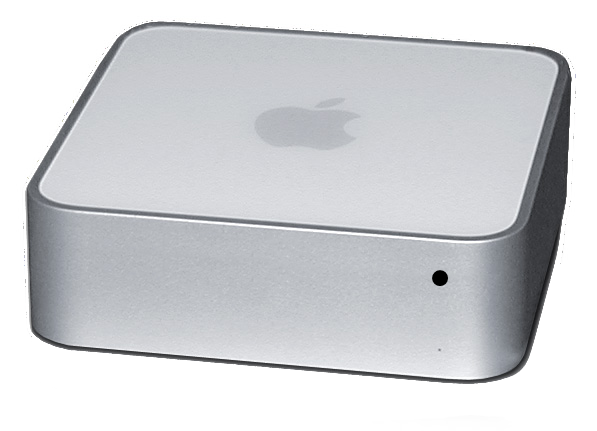
Een tweede generatie Mac mini Server

Tijdens een Applepresentatie op 28 februari 2006 werd een vernieuwde versie getoond. De Mac mini was nu met Intel Core-processors uitgerust, ter vervanging van de oudere G4-processor. Daarnaast werd de computer uitgebreid met meer USB-poorten, optisch digitale geluidsinvoer en -uitvoer, veel snellere geheugen en bus, krachtigere video-chip, grotere harde schijven, ingebouwde ondersteuning voor wifi en bluetooth en Apples Front Row-mediacentersoftware met de bijbehorende afstandsbediening. De interne modem verviel echter.
Eind 2006
Op 6 september 2006 werd het instapmodel opgewaardeerd van een Intel Core Solo 1,5 GHz- naar een Core Duo 1,66 GHz-processor. De bestaande uitvoering met een Core Duo-processor van 1,66 GHz werd opgewaardeerd naar een Core Duo-processor van 1,83 GHz.
Midden 2007
Op 7 augustus 2007 werden de Mac mini's voorzien van enkele langverwachte verbeteringen. Beide modellen werden uitgerust met modernere 64 bit-, Intel Core 2-processors. Het instapmodel kreeg een Core 2 Duo-processor van 1,83 GHz en het duurdere model werd uitgerust met een Core 2 Duo-processor van 2,0 GHz. Daarbij werden beide systemen standaard uitgerust met 1 GB werkgeheugen, wat uit te breiden is tot maximaal 2 GB. Het instapmodel kreeg standaard een harde schijf van 80 GB, terwijl het duurdere model voorzien werd van een harde schijf met 120 GB opslagruimte.
Begin en eind 2009
In 2009 werd de Mac mini twee keer herzien. Bij de eerste herziening in maart kreeg de computer net als de in 2008 geïntroduceerde MacBooks beschikking over een chipset van NVIDIA. Andere aanpassingen waren nieuwere Core 2 Duo-processors, een mini-DVI-poort, een vijfde USB-poort en verder uitbreidbaar RAM-geheugen (het RAM-geheugen van de in maart 2009 geïntroduceerde Mac mini's is volgens fabrieksopgave maximaal 4 GB, na installatie van de Mac mini EFI Firmware Update 1.2 is het RAM-geheugen echter uitbreidbaar tot maximaal 8 GB.). De tweede revisie van 2009 zag de komst van een Servermodel. Deze had twee harde schijven in plaats van een harde schijf en een optische schijfeenheid. Vooral het instapmodel ging er bij deze revisie op vooruit, met verdubbeld werkgeheugen en VRAM en een iets snellere processor en weer wat grotere harde schijf.
| Overzicht technische specificaties Mac mini van de tweede generatie | Overzicht technische specificaties Mac mini van de tweede generatie | Overzicht technische specificaties Mac mini van de tweede generatie | Overzicht technische specificaties Mac mini van de tweede generatie | Overzicht technische specificaties Mac mini van de tweede generatie | Overzicht technische specificaties Mac mini van de tweede generatie | Overzicht technische specificaties Mac mini van de tweede generatie | Overzicht technische specificaties Mac mini van de tweede generatie | Overzicht technische specificaties Mac mini van de tweede generatie | Overzicht technische specificaties Mac mini van de tweede generatie | Overzicht technische specificaties Mac mini van de tweede generatie | Overzicht technische specificaties Mac mini van de tweede generatie |
|                                                                     | Technische Specificaties Mac mini Revisie A | Technische Specificaties Mac mini Revisie A | Technische Specificaties Mac mini Revisie B | Technische Specificaties Mac mini Revisie B | Technische Specificaties Mac mini Revisie C | Technische Specificaties Mac mini Revisie C | Technische Specificaties Mac mini Revisie D | Technische Specificaties Mac mini Revisie D | Technische Specificaties Mac mini Revisie E | Technische Specificaties Mac mini Revisie E | Technische Specificaties Mac mini Revisie E |
| Mac mini                                                            | Mac mini | Mac mini | Mac mini | Mac mini | Mac mini | Mac mini | Mac mini | Mac mini | Mac mini | Mac mini Server | |
| ------------------------------------------------------------------- | --- | --- | --- | --- | --- | --- | --- | --- | --- | --- | --- |
| Introductie                                                         | 28 februari 2006 | 28 februari 2006 | 6 september 2006 | 6 september 2006 | 7 augustus 2007 | 7 augustus 2007 | 3 maart 2009 | 3 maart 2009 | 20 oktober 2009 | 20 oktober 2009 | 20 oktober 2009 |
| Model                                                               | MA205LL/A | MA206LL/A | MA607LL/A | MA608LL/A | MB138LL/A | MB139LL/A | MB463LL/A | MB464LL/A | MC238LL/A | MC239LL/A | MC408LL/A |
| Modelaanduiding                                                     | Macmini1,1 | Macmini1,1 | Macmini1,1 | Macmini1,1 | Macmini2,1 | Macmini2,1 | Macmini3,1 | Macmini3,1 | Macmini3,1 | Macmini3,1 | Macmini3,1 |
| Processor                                                           | 32 bit-, 1,5 GHz-Core Solo (T1300) met 2 MB Level 2-cache | 32 bit-, 1,66 GHz-Core Duo (T2300) met 2 MB Level 2-cache | 32 bit-, 1,66 GHz-Core Duo (T2300) met 2 MB Level 2-cache | 32 bit-, 1,83 GHz-Core Duo (T2400) met 2 MB Level 2-cache | 64 bit-, 1,83 GHz-Core 2 Duo (T5600) met 2 MB Level 2-cache | 64 bit-, 2,0 GHz-Core 2 Duo (T7200) met 4 MB Level 2-cache | 64 bit-, 2,0 GHz-Core 2 Duo (P7350) met 3 MB Level 2-cache (optioneel was een 2,26 GHz Core 2 Duo (P8400) met 3 MB Level 2-cache) | 64 bit-, 2,0 GHz-Core 2 Duo (P7350) met 3 MB Level 2-cache (optioneel was een 2,26 GHz Core 2 Duo (P8400) met 3 MB Level 2-cache) | 64 bit-, 2,26 GHz-Core 2 Duo (P8400) met 3 MB Level 2-cache | 64 bit-, 2,53 GHz-Core 2 Duo (P8700) met 3 MB Level 2-cache | 64 bit-, 2,53 GHz-Core 2 Duo (P8700) met 3 MB Level 2-cache |
| Systeembus                                                          | 667 MHz | 667 MHz | 667 MHz | 667 MHz | 667 MHz | 667 MHz | 1066 MHz | 1066 MHz | 1066 MHz | 1066 MHz | 1066 MHz |
| Werkgeheugen                                                        | 512 MB PC2-5300 (667 MHz) DDR2 SDRAM (standaard), maximaal geheugen is 2 GB | 512 MB PC2-5300 (667 MHz) DDR2 SDRAM (standaard), maximaal geheugen is 2 GB | 512 MB PC2-5300 (667 MHz) DDR2 SDRAM (standaard), maximaal geheugen is 2 GB | 512 MB PC2-5300 (667 MHz) DDR2 SDRAM (standaard), maximaal geheugen is 2 GB | 1 GB PC2-5300 (667 MHz) DDR2 SDRAM (standaard), maximaal geheugen is 2 GB | 1 GB PC2-5300 (667 MHz) DDR2 SDRAM (standaard), maximaal geheugen is 2 GB | 1 GB PC3-8500 (1066 MHz) DDR3 SDRAM (standaard), maximaal geheugen is 4 GB (officieel), 8 GB (onofficieel) | 2 GB PC3-8500 (1066 MHz) DDR3 SDRAM (standaard), maximaal geheugen is 4 GB (officieel), 8 GB (onofficieel) | 2 GB PC3-8500 (1066 MHz) DDR3 SDRAM (standaard), maximaal geheugen is 8 GB | 4 GB PC3-8500 (1066 MHz) DDR3 SDRAM (standaard), maximaal geheugen is 8 GB | 4 GB PC3-8500 (1066 MHz) DDR3 SDRAM (standaard), maximaal geheugen is 8 GB |
| Videokaart                                                          | grafische processor Intel GMA 950 (chipset) met 64 MB DDR2 SDRAM gedeeld met het hoofdgeheugen | grafische processor Intel GMA 950 (chipset) met 64 MB DDR2 SDRAM gedeeld met het hoofdgeheugen | grafische processor Intel GMA 950 (chipset) met 64 MB DDR2 SDRAM gedeeld met het hoofdgeheugen | grafische processor Intel GMA 950 (chipset) met 64 MB DDR2 SDRAM gedeeld met het hoofdgeheugen | grafische processor Intel GMA 950 (chipset) met 64 MB DDR2 SDRAM gedeeld met het hoofdgeheugen | grafische processor Intel GMA 950 (chipset) met 64 MB DDR2 SDRAM gedeeld met het hoofdgeheugen | grafische processor NVIDIA GeForce 9400M (chipset) met 128 MB DDR3 SDRAM gedeeld met het hoofdgeheugen | grafische processor NVIDIA GeForce 9400M (chipset) met 256 MB DDR3 SDRAM gedeeld met het hoofdgeheugen | grafische processor NVIDIA GeForce 9400M (chipset) met 256 MB DDR3 SDRAM gedeeld met het hoofdgeheugen | grafische processor NVIDIA GeForce 9400M (chipset) met 256 MB DDR3 SDRAM gedeeld met het hoofdgeheugen | grafische processor NVIDIA GeForce 9400M (chipset) met 256 MB DDR3 SDRAM gedeeld met het hoofdgeheugen |
| Harde schijf                                                        | Seriële ATA van 60 GB (5400 rpm) (optioneel waren een seriële ATA van 80 GB, 100 GB en 120 GB) | Seriële ATA van 80 GB (5400 rpm) (optioneel waren een seriële ATA van 100 GB en 120 GB ) | Seriële ATA van 60 GB (5400 rpm) (optioneel waren een seriële ATA van 80 GB, 120 GB en 160 GB ) | Seriële ATA (5400 rpm) van 80 GB (optioneel waren een seriële ATA van 120 GB en 160 GB) | Seriële ATA (5400 rpm) van 80 GB (optioneel waren een seriële ATA van 120 GB en 160 GB) | Seriële ATA van 120 GB (5400 rpm) (optioneel was een seriële ATA van 160 GB) | Seriële ATA van 120 GB (5400 rpm) (optioneel waren een seriële ATA van 250 GB en 320 GB ) | Seriële ATA van 320 GB (5400 rpm) | Seriële ATA van 160 GB (5400 rpm) (optioneel waren een seriële ATA van 320 GB en 500 GB) | Seriële ATA van 320 GB (5400 rpm) (optioneel was een seriële ATA van 500 GB) | twee seriële ATA (5400 rpm)-schijven van 500 GB |
| Optische schijf                                                     | 8x Combo Drive (dvd-rom/cd-rw) | 2,4x Double Layer SuperDrive (dvd+r DL/dvd±rw/cd-rw) | 8x Combo Drive (dvd-rom/cd-rw) | 2,4x Double Layer SuperDrive (dvd+r DL/dvd±rw/cd-rw) | 8x Combo Drive (dvd-rom/cd-rw) | 2,4x Double Layer SuperDrive (dvd+r DL/dvd±rw/cd-rw) | 8x Double Layer SuperDrive (dvd+r DL/dvd±rw/cd-rw) | 8x Double Layer SuperDrive (dvd+r DL/dvd±rw/cd-rw) | 8x Double Layer SuperDrive (dvd+r DL/dvd±rw/cd-rw) | 8x Double Layer SuperDrive (dvd+r DL/dvd±rw/cd-rw) | geen |
| Netwerkvoorzieningen                                                | 10/100/1000Base-T (Gigabit)-Ethernet, AirPort Extreme-kaart van 54 Mb/s compatibel met de 802.11a/b/g-netwerknormen en ingebouwde bluetooth 2.0+EDR | 10/100/1000Base-T (Gigabit)-Ethernet, AirPort Extreme-kaart van 54 Mb/s compatibel met de 802.11a/b/g-netwerknormen en ingebouwde bluetooth 2.0+EDR | 10/100/1000Base-T (Gigabit)-Ethernet, AirPort Extreme-kaart van 54 Mb/s compatibel met de 802.11a/b/g-netwerknormen en ingebouwde bluetooth 2.0+EDR | 10/100/1000Base-T (Gigabit)-Ethernet, AirPort Extreme-kaart van 54 Mb/s compatibel met de 802.11a/b/g-netwerknormen en ingebouwde bluetooth 2.0+EDR | 10/100/1000Base-T (Gigabit)-Ethernet, AirPort Extreme-kaart van 54 Mb/s compatibel met de 802.11a/b/g-netwerknormen en ingebouwde bluetooth 2.0+EDR | 10/100/1000Base-T (Gigabit)-Ethernet, AirPort Extreme-kaart van 54 Mb/s compatibel met de 802.11a/b/g-netwerknormen en ingebouwde bluetooth 2.0+EDR | 10/100/1000Base-T (Gigabit)-Ethernet, AirPort Extreme-kaart van 54 Mb/s compatibel met de 802.11a/b/g/n-netwerknormen en ingebouwde bluetooth 2.1 + EDR (standaard) | 10/100/1000Base-T (Gigabit)-Ethernet, AirPort Extreme-kaart van 54 Mb/s compatibel met de 802.11a/b/g/n-netwerknormen en ingebouwde bluetooth 2.1 + EDR (standaard) | 10/100/1000Base-T (Gigabit)-Ethernet, AirPort Extreme-kaart van 54 Mb/s compatibel met de 802.11a/b/g/n-netwerknormen en ingebouwde bluetooth 2.1 + EDR (standaard) | 10/100/1000Base-T (Gigabit)-Ethernet, AirPort Extreme-kaart van 54 Mb/s compatibel met de 802.11a/b/g/n-netwerknormen en ingebouwde bluetooth 2.1 + EDR (standaard) | 10/100/1000Base-T (Gigabit)-Ethernet, AirPort Extreme-kaart van 54 Mb/s compatibel met de 802.11a/b/g/n-netwerknormen en ingebouwde bluetooth 2.1 + EDR (standaard) |
| Aansluitingen                                                       | Vier USB 2.0-poorten, één Firewire 400-poort, één DVI-poort; via adapter: VGA-video-uitvoer (meegeleverd) en een S-video- en composite-video-uitvoer - voor directe aansluiting op een tv-toestel of een projector (optioneel), gecombineerde optische digitale geluidsingang en -uitgang | Vier USB 2.0-poorten, één Firewire 400-poort, één DVI-poort; via adapter: VGA-video-uitvoer (meegeleverd) en een S-video- en composite-video-uitvoer - voor directe aansluiting op een tv-toestel of een projector (optioneel), gecombineerde optische digitale geluidsingang en -uitgang | Vier USB 2.0-poorten, één Firewire 400-poort, één DVI-poort; via adapter: VGA-video-uitvoer (meegeleverd) en een S-video- en composite-video-uitvoer - voor directe aansluiting op een tv-toestel of een projector (optioneel), gecombineerde optische digitale geluidsingang en -uitgang | Vier USB 2.0-poorten, één Firewire 400-poort, één DVI-poort; via adapter: VGA-video-uitvoer (meegeleverd) en een S-video- en composite-video-uitvoer - voor directe aansluiting op een tv-toestel of een projector (optioneel), gecombineerde optische digitale geluidsingang en -uitgang | Vier USB 2.0-poorten, één Firewire 400-poort, één DVI-poort; via adapter: VGA-video-uitvoer (meegeleverd) en een S-video- en composite-video-uitvoer - voor directe aansluiting op een tv-toestel of een projector (optioneel), gecombineerde optische digitale geluidsingang en -uitgang | Vier USB 2.0-poorten, één Firewire 400-poort, één DVI-poort; via adapter: VGA-video-uitvoer (meegeleverd) en een S-video- en composite-video-uitvoer - voor directe aansluiting op een tv-toestel of een projector (optioneel), gecombineerde optische digitale geluidsingang en -uitgang | Vijf USB 2.0-poorten, één Firewire 800-poort, één mini-DVI-poort, één Mini DisplayPort, één gecombineerde optische digitale geluidsinvoer en -uitvoerpoort (mini-aansluiting) en één gecombineerde optische digitale geluidsuitvoerpoort/koptelefoonaansluiting (mini-aansluiting) | Vijf USB 2.0-poorten, één Firewire 800-poort, één mini-DVI-poort, één Mini DisplayPort, één gecombineerde optische digitale geluidsinvoer en -uitvoerpoort (mini-aansluiting) en één gecombineerde optische digitale geluidsuitvoerpoort/koptelefoonaansluiting (mini-aansluiting) | Vijf USB 2.0-poorten, één Firewire 800-poort, één mini-DVI-poort, één Mini DisplayPort, één gecombineerde optische digitale geluidsinvoer en -uitvoerpoort (mini-aansluiting) en één gecombineerde optische digitale geluidsuitvoerpoort/koptelefoonaansluiting (mini-aansluiting) | Vijf USB 2.0-poorten, één Firewire 800-poort, één mini-DVI-poort, één Mini DisplayPort, één gecombineerde optische digitale geluidsinvoer en -uitvoerpoort (mini-aansluiting) en één gecombineerde optische digitale geluidsuitvoerpoort/koptelefoonaansluiting (mini-aansluiting) | Vijf USB 2.0-poorten, één Firewire 800-poort, één mini-DVI-poort, één Mini DisplayPort, één gecombineerde optische digitale geluidsinvoer en -uitvoerpoort (mini-aansluiting) en één gecombineerde optische digitale geluidsuitvoerpoort/koptelefoonaansluiting (mini-aansluiting) |
| Afmetingen (Lengte × Breedte × Hoogte)                              | 16,51 × 16,51 × 5,08 cm | 16,51 × 16,51 × 5,08 cm | 16,51 × 16,51 × 5,08 cm | 16,51 × 16,51 × 5,08 cm | 16,51 × 16,51 × 5,08 cm | 16,51 × 16,51 × 5,08 cm | 16,51 × 16,51 × 5,08 cm | 16,51 × 16,51 × 5,08 cm | 16,51 × 16,51 × 5,08 cm | 16,51 × 16,51 × 5,08 cm | 16,51 × 16,51 × 5,08 cm |
| Gewicht                                                             | 1,32 kg | 1,32 kg | 1,32 kg | 1,32 kg | 1,32 kg | 1,32 kg | 1,31 kg | 1,31 kg | 1,31 kg | 1,31 kg | 1,31 kg |
| Meegeleverd besturingssysteem                                       | Mac OS X 10.4 Tiger (versies 10.4.5-10.4.7) | Mac OS X 10.4 Tiger (versies 10.4.5-10.4.7) | Mac OS X 10.4 Tiger (versies 10.4.7-10.4.10) | Mac OS X 10.4 Tiger (versies 10.4.7-10.4.10) | Mac OS X 10.4 Tiger (versies 10.4.10-10.4.11) – Mac OS 10.5 Leopard (versies 10.5.0-10.5.6) | Mac OS X 10.4 Tiger (versies 10.4.10-10.4.11) – Mac OS 10.5 Leopard (versies 10.5.0-10.5.6) | Mac OS X 10.5 Leopard (versies 10.5.6-10.5.8) – Mac OS X 10.6 Snow Leopard (versies 10.6.0-10.6.1) | Mac OS X 10.5 Leopard (versies 10.5.6-10.5.8) – Mac OS X 10.6 Snow Leopard (versies 10.6.0-10.6.1) | Mac OS X 10.6 Snow Leopard (versies 10.6.1-10.6.3) | Mac OS X 10.6 Snow Leopard (versies 10.6.1-10.6.3) | Mac OS X 10.6 Snow Leopard (versies 10.6.1-10.6.3) |
| Prijzen Nederland                                                   | € 649 | € 879 | € 619 | € 799 | € 599(Op 28 april 2008 werd de prijs verlaagd naar € 499) | € 779(Op 28 april 2008 werd de prijs verlaagd naar € 699) | € 599 | € 799 | € 549 | € 749 | € 949 |
| Prijzen België                                                      | € 659 | € 889 | € 659 | € 889 | € 599(Op 28 april 2008 werd de prijs verlaagd naar € 499) | € 799 (Op 28 april 2008 werd de prijs verlaagd naar € 699) | € 599 | € 799 | € 549 | € 749 | € 949 |

## Unibody (2010-2017)

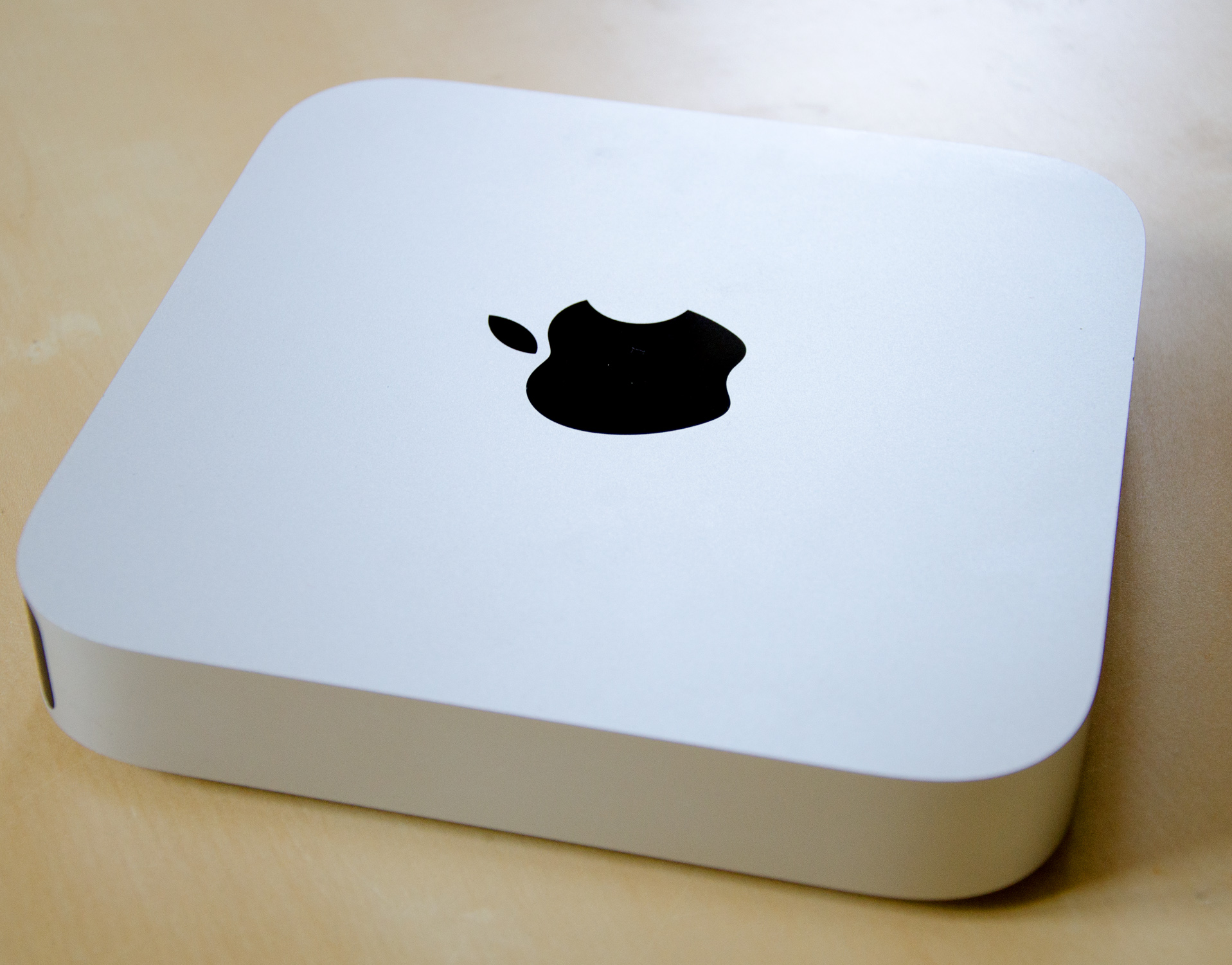
Een Mac mini (2010-2014)

Op 15 juni 2010, de dag waarop Amerikaanse klanten de iPhone 4 konden vooruitbestellen, introduceerde Apple een volledig vernieuwde Mac mini. Belangrijke veranderingen zijn een platter ontwerp, snellere graphics, een HDMI-poort en een hogere prijs. Ook deze generatie kent weer een server-editie.
De derde generatie Mac mini is gemaakt uit één stuk aluminium volgens het productieproces dat Apple voor de MacBook-reeks bedacht. De behuizing meet 19,7 × 19,7 × 3,6 cm en is daarmee platter dan de vorige mini, die 16,5 × 16,5 × 5 cm mat. Ondanks het kleinere volume kon Apple de voeding in de mini integreren, waardoor een externe stroomadapter overbodig is geworden. Aan de binnenzijde valt de snellere grafische processor op: dat is nu een Nvidia GeForce 320M in plaats van een GeForce 9400M. Het basismodel bevat een Intel Core 2 Duo van 2,4 GHz, een harde schijf van 320 GB en 2 GB RAM (uitbreidbaar tot 8 GB). Een van de vijf USB-poorten sneuvelde ten voordele van een SD-kaartsleuf, en de mini-DVI-uitgang is vervangen door een HDMI-uitgang. Een HDMI-naar-DVI-adapter wordt meegeleverd.
Bij de introductie waren er grote prijsverschillen tussen de oude en de nieuwe modellen te bemerken. Zo kostte het nieuwe basismodel in de VS 699 dollar, tegen 599 dollar voor zijn voorganger. In Nederland en België had het instapmodel in eerste instantie een prijskaartje van 799 euro, wat ten opzichte van het vorige instapmodel van 549 euro, aanzienlijk hoger was. In november 2010 werd daarom de prijs voor beide modellen in zowel Nederland als België verlaagd. Het basismodel kost nu respectievelijk 699 euro en 719 euro.
Midden 2011
Een update van de Mac mini werd uitgebracht op 20 juli 2011, samen met de uitgave van OS X 10.7 (Lion), maar kan ook nog draaien op Mac OS X 10.6 (Snow Leopard) door de installatieschijf van een MacBook begin 2011 te gebruiken. Deze heeft dezelfde architectuur maar werd nog met 10.6 geleverd. Hierdoor is het de laatste Mac mini waar PPC-software op kan worden gedraaid. Dit model Mac mini heeft onder andere twee keer zo snelle processoren en graphics en Thunderbolt I/O. De processor ging van een dual core Core2Duo naar een 4-thread Core i5 of Core i7. Het middelste model heeft een AMD HD6630 GPU. De SuperDrive kwam te vervallen, en dit model werd uitgerust met een herstelpartitie op de harde schijf. Ook kan het besturingssysteem direct worden opgehaald van de Apple servers wanneer de schijf is vervangen en helemaal leeg is.
Eind 2012
Een nieuwe update Mac mini kwam uit op 9 oktober 2012. Het basismodel beschikte over een dualcore Intel i5-processor op 2,5 GHz. De duurdere modellen beschikten over een quadcore Intel Core i7-processor op 2,3 GHz. De Mac mini werd geleverd met OS X 10.8 (Mountain Lion). De onderkant van de machine kan worden geopend om het RAM-geheugen en de harde schijf te verwisselen.
Eind 2014
Op 16 oktober 2014 werd een nieuw model Mac mini uitgebracht, samen met de uitgave van OS X 10.10 (Yosemite). Het model heeft de volgende vernieuwingen:
- Haswell-processors
- Intel 5000/Iris integrated graphics
- 802.11ac Wi-Fi
- 2x Thunderbolt 2 aansluitingen

Veranderingen:
- Apple heeft met deze update het servermodel geschrapt
- Het interne RAM-geheugen is vastgesoldeerd[38]
- FireWire 800-poort is verwijderd

De Mac mini was verkrijgbaar met een 1,4 GHz, een 2,6 GHz, en een 2,8 GHz processor. Het basismodel (standaard 4GB RAM) kan worden uitgebreid met 8 of 16GB RAM en een 1TB Fusion Drive. Het middelmodel kan worden uitgebreid met een 3,0 GHz dual-core Core i7 processor, 16GB RAM geheugen, een 1TB Fusion Drive of 256GB SSD opslagmogelijkheid. Het topmodel Mac mini kan worden uitgebreid met een 3,0 GHz dual-core Core i7 processor, 16GB RAM geheugen, en tot 1TB PCIe-gebaseerd flash opslagmogelijkheid.
| Overzicht technische specificaties Mac mini van de derde generatie | Overzicht technische specificaties Mac mini van de derde generatie | Overzicht technische specificaties Mac mini van de derde generatie |
|                                                                    | Technische specificaties Mac mini Revisie A | Technische specificaties Mac mini Revisie A |
| Mac mini                                                           | Mac mini Server | |
| ------------------------------------------------------------------ | --- | --- |
| Introductie                                                        | 15 juni 2010 | 15 juni 2010 |
| Model                                                              | MC270LL/A | MC438LL/A |
| Modelaanduiding                                                    | Macmini4,1 | Macmini4,1 |
| Processor                                                          | 64 bit-Core 2 Duo (P8600) van 2,4 GHz met 3 MB Level 2-cache (optioneel was een 2,66GHz-Core 2 Duo (P8800) met 3 MB Level 2-cache) | 64 bit-Core 2 Duo (P8800) van 2,66 GHz met 3 MB Level 2-cache |
| Systeembus                                                         | 1066 MHz | 1066 MHz |
| Werkgeheugen                                                       | 2GB-PC3-8500-DDR3 SDRAM (1066 MHz) (standaard), maximaal geheugen is 8 GB | 4GB-PC3-8500-DDR3 SDRAM (1066 MHz) (standaard), maximaal geheugen is 8 GB |
| Videokaart                                                         | grafische processor NVIDIA GeForce 320M (chipset) met 256 MB DDR3 SDRAM gedeeld met het hoofdgeheugen | grafische processor NVIDIA GeForce 320M (chipset) met 256 MB DDR3 SDRAM gedeeld met het hoofdgeheugen |
| Harde schijf                                                       | Seriële ATA van 320 GB (5400 rpm) (optioneel was een seriële ATA van 500 GB ) | twee seriële ATA-schijven (7200 rpm) van 500 GB |
| Optische schijfeenheid                                             | 8x Double Layer SuperDrive (dvd+r DL/dvd±rw/cd-rw) | geen |
| Netwerkvoorzieningen                                               | 10/100/1000Base-T (Gigabit)-Ethernet, 54Mb/s-AirPort Extreme-kaart compatibel met de 802.11a/b/g/n-netwerknormen en ingebouwd bluetooth 2.1 + EDR (standaard) | 10/100/1000Base-T (Gigabit)-Ethernet, 54Mb/s-AirPort Extreme-kaart compatibel met de 802.11a/b/g/n-netwerknormen en ingebouwd bluetooth 2.1 + EDR (standaard) |
| Aansluitingen                                                      | Vier USB 2.0-poorten, één Firewire 800-poort, één SD-kaartsleuf, één HDMI-poort, één Mini DisplayPort, één gecombineerde optische digitale geluidsinvoerpoort en -uitvoerpoort (mini-aansluiting) en één gecombineerde optische digitale geluidsuitvoerpoort/koptelefoonaansluiting (mini-aansluiting) | Vier USB 2.0-poorten, één Firewire 800-poort, één SD-kaartsleuf, één HDMI-poort, één Mini DisplayPort, één gecombineerde optische digitale geluidsinvoerpoort en -uitvoerpoort (mini-aansluiting) en één gecombineerde optische digitale geluidsuitvoerpoort/koptelefoonaansluiting (mini-aansluiting) |
| Afmetingen (Lengte × Breedte × Hoogte)                             | 19,7 × 19,7 × 3,6 cm | 19,7 × 19,7 × 3,6 cm |
| Gewicht                                                            | 1,37 kg | 1,29 kg |
| Meegeleverd besturingssysteem                                      | Mac OS X 10.6 Snow Leopard (versie 10.6.4) | Mac OS X 10.6 Snow Leopard Server (versie 10.6.4) |
| Prijzen Nederland                                                  | € 799 incl. btw (Op 2 november 2010 werd de prijs verlaagd naar € 699) | € 1.149 incl. btw (Op 2 november 2010 werd de prijs verlaagd naar € 999) |
| Prijzen België                                                     | € 799 incl. btw (Op 2 november 2010 werd de prijs verlaagd naar € 719) | € 1.149 incl. btw (Op 2 november 2010 werd de prijs verlaagd naar € 1.019) |

## Spacegrijze unibody (2018-2019)

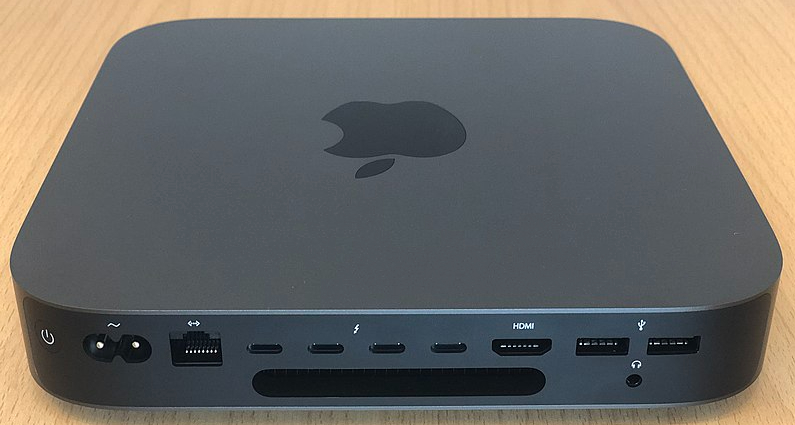
Een Mac mini uit 2018.

Na vier jaar werd de vierde generatie Mac mini op 30 oktober 2018 onthuld. Het interne deel van de desktopcomputer heeft de grootste verandering ondergaan. Met de komst van de vierde generatie Mac mini richt Apple zich meer op de professionele gebruiker. Het goedkopere model met 1,4 GHz-processor is komen te vervallen. Deze generatie heeft de volgende vernieuwingen:
- Intel Coffee Lake-processors (8e generatie) (quad-core tot 6-core)
- Intel UHD Graphics 630
- Bluetooth 5
- Vier USB-C 3.1-poorten met ondersteuning voor Thunderbolt 3
- Uiterlijk in de kleur spacegrijs
- T2-chip voor beveiliging
- 10 Gigabit Ethernet
- Ondersteuning voor maximaal drie beeldschermen
- DisplayPort-uitvoer via USB-C

Veranderingen:
- SD-kaartsleuf, audio-ingang, optische audio en infrarood is geschrapt
- PCIe-flashopslag in de plaats gekomen van een harde schijf
  - configureerbaar tot 2TB (vastgesoldeerd)
- Interne RAM-geheugen kan weer worden uitgewisseld
  - uitbreidbaar tot 64GB (SODIMM)
- Stiller geworden (4 dBA)
- Maximale vermogen is gestegen naar 150W

| Overzicht technische specificaties Mac mini van de vierde generatie | Overzicht technische specificaties Mac mini van de vierde generatie                       | Overzicht technische specificaties Mac mini van de vierde generatie                       |
|                                                                     | Technische specificaties Mac mini USB-C                                                   | Technische specificaties Mac mini USB-C                                                   |
| Mac mini 2018-A                                                     | Mac mini 2018-B                                                                           |                                                                                           |
| ------------------------------------------------------------------- | ----------------------------------------------------------------------------------------- | ----------------------------------------------------------------------------------------- |
| Introductie                                                         | 7 november 2020                                                                           | 7 november 2020                                                                           |
| Model                                                               | A1993                                                                                     | A1993                                                                                     |
| Type                                                                | MRTR2*/A                                                                                  | MRTT2*/A                                                                                  |
| Modelaanduiding                                                     | Macmini8,1                                                                                | Macmini8,1                                                                                |
| Processor                                                           | Intel Core i3-8100B CPU                                                                   | Intel Core i5-8500B CPU                                                                   |
| Cores                                                               | 4                                                                                         | 6                                                                                         |
| Werkgeheugen                                                        | 8 GB DDR4 SO-DIMM, 2666 GHz                                                               | 8 GB DDR4 SO-DIMM, 2666 GHz                                                               |
| Graphics                                                            | Intel UHD Graphics 630                                                                    | Intel UHD Graphics 630                                                                    |
| Opslag                                                              | 128 GB SSD 256 GB SSD                                                                     | 256 GB SSD 512 GB SSD                                                                     |
| Netwerkvoorzieningen                                                | Gigabit ethernet Wifi versie 5 Bluetooth 5.0                                              | Gigabit ethernet Wifi versie 5 Bluetooth 5.0                                              |
| Aansluitingen                                                       | Twee USB 3.0-poorten, vier Thunderbolt 3-poorten, één HDMI-poort, één 3,5-mm audiouitgang | Twee USB 3.0-poorten, vier Thunderbolt 3-poorten, één HDMI-poort, één 3,5-mm audiouitgang |
| Afmetingen (Lengte × Breedte × Hoogte)                              | 19,7 × 19,7 × 3,6 cm                                                                      | 19,7 × 19,7 × 3,6 cm                                                                      |
| Gewicht                                                             | 1,3 kg                                                                                    | 1,3 kg                                                                                    |
| Vermogen                                                            | 150 watt (maximaal)                                                                       | 150 watt (maximaal)                                                                       |
| Meegeleverd besturingssysteem                                       | macOS Mojave                                                                              | macOS Mojave                                                                              |

## Apple silicon (2020-2024)

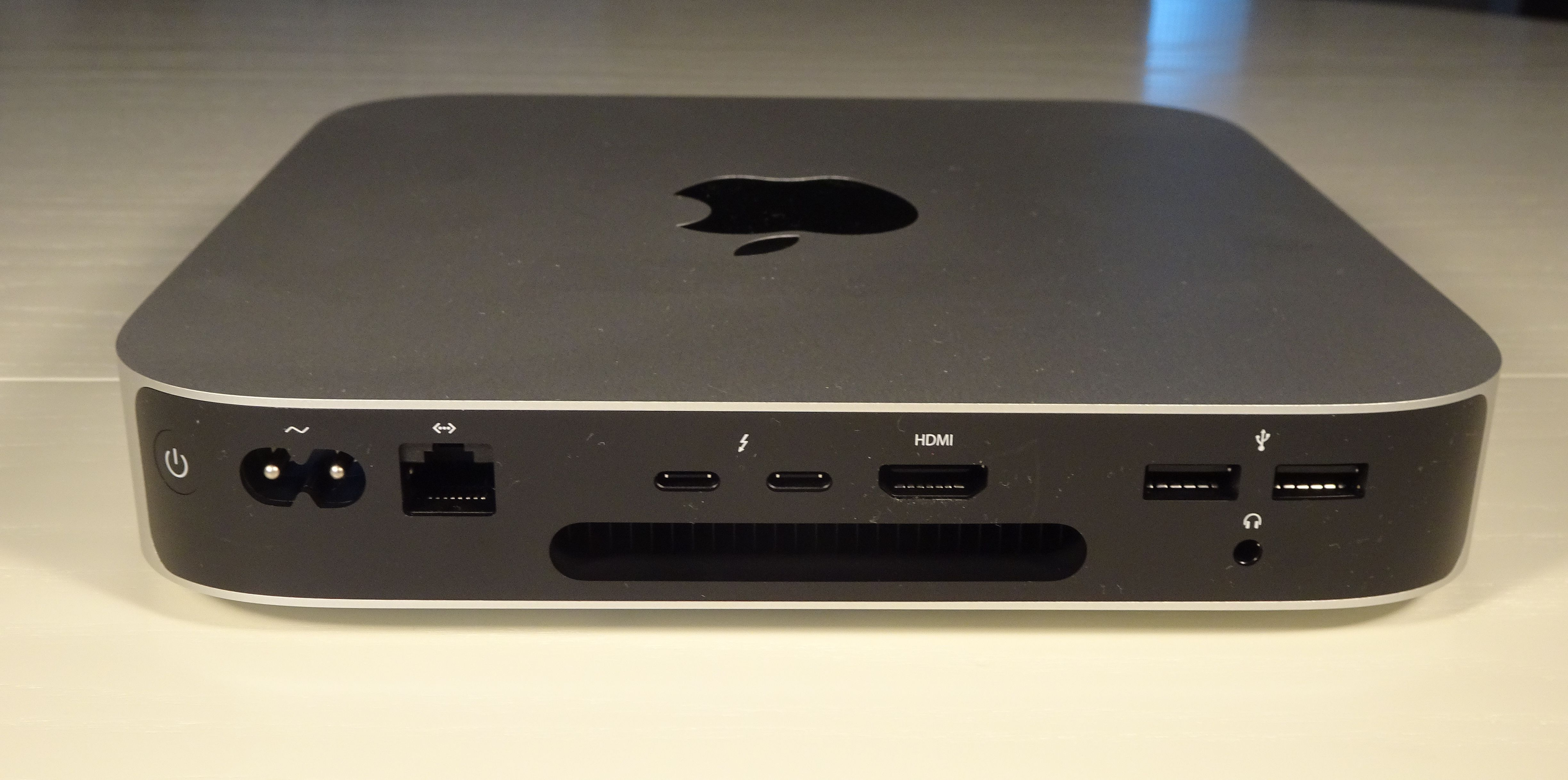
Een Mac mini uit 2020.

Op 10 november 2020 kondigde Apple de vijfde generatie Mac mini aan met een nieuw ontworpen Apple M1-processor. Daarnaast kregen ook de MacBook Air en MacBook Pro een M1-processor. Qua uiterlijk is het model gelijk aan de vorige generatie, maar komt in een lichtere kleur beschikbaar. De Mac mini wordt geleverd met MacOS 11 Big Sur.
Veranderingen zijn:
- Optie voor meer dan 16GB RAM-geheugen is verwijderd
- Gelijktijdige ondersteuning voor maximaal twee beeldschermen
  - ondersteuning voor een beeldscherm via HDMI met een resolutie tot 4K bij 60 Hz
- Optie voor 10 gigabit ethernet

Begin 2023
Op 17 januari 2023 kondigde Apple een Mac mini met M2-chips aan, een standaard M2 of een M2 Pro. De M2 Pro heeft de dubbele geheugenbandbreedte en aantal transistors dan de standaard M2. De M2 desktopcomputer kan worden uitgerust met 8, 16 of 24 GB werkgeheugen en met 256, 512GB, of met 1 of 2 TB ssd-opslag. De M2 Pro versie komt standaard met 16GB werkgeheugen en 512GB ssd-opslag. De M2 Pro versie is uit te breiden naar 32GB werkgeheugen en 1, 2 en 4TB ssd-opslag. Alle configuraties kunnen niet meer achteraf worden gewijzigd. De Mac mini met M2 Pro ondersteunt voor het eerst een beeldscherm van 8K-resolutie.
| Overzicht technische specificaties Mac mini van de vijfde generatie | Overzicht technische specificaties Mac mini van de vijfde generatie         | Overzicht technische specificaties Mac mini van de vijfde generatie         | Overzicht technische specificaties Mac mini van de vijfde generatie            | Overzicht technische specificaties Mac mini van de vijfde generatie            |
|                                                                     | Technische specificaties Mac mini M1                                        | Technische specificaties Mac mini M1                                        | Technische specificaties Mac mini M2                                           | Technische specificaties Mac mini M2                                           |
| Mac mini 2020                                                       | Mac mini 2020                                                               | Mac mini 2023                                                               | Mac mini 2023                                                                  |                                                                                |
| ------------------------------------------------------------------- | --------------------------------------------------------------------------- | --------------------------------------------------------------------------- | ------------------------------------------------------------------------------ | ------------------------------------------------------------------------------ |
| Introductie                                                         | november 2020                                                               | november 2020                                                               | januari 2023                                                                   | januari 2023                                                                   |
| Model                                                               | A2348                                                                       | A2348                                                                       |                                                                                |                                                                                |
| Type                                                                | MGNR3*/A                                                                    | MGNT3*/A                                                                    |                                                                                |                                                                                |
| Modelaanduiding                                                     | Macmini9,1                                                                  | Macmini9,1                                                                  | Macmini9,2                                                                     | Macmini9,2                                                                     |
| Processor                                                           | Apple M1, 3,2GHz met 4 prestatiecores en 4 efficientiecores                 | Apple M1, 3,2GHz met 4 prestatiecores en 4 efficientiecores                 | Apple M2, 3,49GHz                                                              | Apple M2 Pro                                                                   |
| Werkgeheugen                                                        | 8 GB LPDDR4X (configureerbaar tot 16GB)                                     | 8 GB LPDDR4X (configureerbaar tot 16GB)                                     | 8 GB (configureerbaar tot 24GB)                                                | 16 GB (configureerbaar tot 32GB)                                               |
| Graphics                                                            | 8 cores, ingebed in de processor                                            | 8 cores, ingebed in de processor                                            | 10 cores, ingebed in de processor                                              | 16 cores, ingebed in de processor                                              |
| Opslag                                                              | 256 GB SSD (configureerbaar tot 2TB)                                        | 512 GB SSD (configureerbaar tot 2TB)                                        | 256 of 512 GB SSD (configureerbaar tot 2 TB)                                   | 512 GB SSD (configureerbaar tot 8 TB)                                          |
| Netwerkvoorzieningen                                                | Gigabit ethernet (configureerbaar met 10Gb) Wifi versie 6 Bluetooth 5.0     | Gigabit ethernet (configureerbaar met 10Gb) Wifi versie 6 Bluetooth 5.0     | Gigabit Ethernet-poort (configureerbaar met 10Gb) Wifi versie 6E Bluetooth 5.3 | Gigabit Ethernet-poort (configureerbaar met 10Gb) Wifi versie 6E Bluetooth 5.3 |
| Aansluitingen                                                       | Twee Thunderbolt 3/USB 3.1-poorten, één HDMI-poort, één 3,5-mm audiouitgang | Twee Thunderbolt 3/USB 3.1-poorten, één HDMI-poort, één 3,5-mm audiouitgang | Twee Thunderbolt 4-poorten                                                     | Vier Thunderbolt 4-poorten                                                     |
| Maximaal vermogen                                                   | 150 W                                                                       | 150 W                                                                       | 150 W                                                                          | 185 W                                                                          |
| Afmetingen (Lengte × Breedte × Hoogte)                              | 19,7 × 19,7 × 3,6 cm                                                        | 19,7 × 19,7 × 3,6 cm                                                        | 19,7 × 19,7 × 3,6 cm                                                           | 19,7 × 19,7 × 3,6 cm                                                           |
| Gewicht                                                             | 1,2 kg                                                                      | 1,2 kg                                                                      | 1,18 kg                                                                        | 1,28 kg                                                                        |
| Meegeleverd besturingssysteem                                       | MacOS 11 Big Sur                                                            | MacOS 11 Big Sur                                                            | MacOS 12 Ventura                                                               | MacOS 12 Ventura                                                               |
| Basisprijs                                                          | € 799,10                                                                    | € 1029,10                                                                   | € 719 / € 949                                                                  | € 1569                                                                         |

## Compacte unibody (2024-heden)

Mac mini M4 (2024)

Op 8 november 2024 verscheen een nieuw model van de Mac mini met een M4-processor. Apple gaf de desktopcomputer voor het eerst sinds 2010 een geheel nieuw ontwerp, dat aanzienlijk kleiner is dan eerdere modellen, met poorten aan zowel de voor- en achterkant. De compacte computer meet 12,7 cm bij 12,7 cm en is 5 cm hoog. Het werkgeheugen werd verhoogd naar 16 GB (24 GB bij de M4 Pro) om deze geschikt te maken voor Apple Intelligence. Aan de voorzijde bevinden zich twee USB-C-poorten met een 3,5 mm audiostekker, en aan de achterzijde drie Thunderbolt 4-poorten (Thunderbolt 5 bij het M4 Pro-model).
Door de toegenomen grafische rekenkracht van de M4-chips kan de Mac mini in dit model tot drie externe beeldschermen aansturen, waarvan twee 6K-schermen en een 5K-scherm. Het M4 Pro-model biedt ondersteuning voor maximaal drie 6K-schermen (6144×3456 pixels).
| Introductie                            | 8 november 2024                                                                         | 8 november 2024                                                         |
| Model                                  | A3238                                                                                   | A3238                                                                   |
| Modelaanduiding                        | Mac16,10                                                                                |                                                                         |
| Processor                              | Apple M4                                                                                | Apple M4 Pro                                                            |
| Werkgeheugen                           | 16 GB LPDDR5X (configureerbaar tot 32GB)                                                | 24 GB (configureerbaar tot 64GB)                                        |
| Graphics                               | 10 kernen, ingebed in de processor                                                      | 16 kernen                                                               |
| Opslag                                 | 256 GB SSD (configureerbaar tot 2TB)                                                    | 512 GB SSD (configureerbaar tot 8TB)                                    |
| Netwerkvoorzieningen                   | Gigabit ethernet (configureerbaar met 10Gb) Wifi versie 6 Bluetooth 5.3                 | Gigabit ethernet (configureerbaar met 10Gb) Wifi versie 6 Bluetooth 5.3 |
| Aansluitingen                          | twee USB 3.1-poorten, drie Thunderbolt 4/USB 4, één HDMI-poort, één 3,5-mm audiouitgang | idem, maar met Thunderbolt 5 (tot 120 Gb/s)                             |
| Maximaal vermogen                      | 155 W                                                                                   | 155 W                                                                   |
| Afmetingen (Lengte × Breedte × Hoogte) | 12,7 × 12,7 × 5 cm                                                                      | 12,7 × 12,7 × 5 cm                                                      |
| Gewicht                                | 670 gram                                                                                | 730 gram                                                                |
| Meegeleverd besturingssysteem          | MacOS Sequoia                                                                           | MacOS Sequoia                                                           |
| Basisprijs                             | € 719                                                                                   | € 1669                                                                  |